# Castrum Romanum

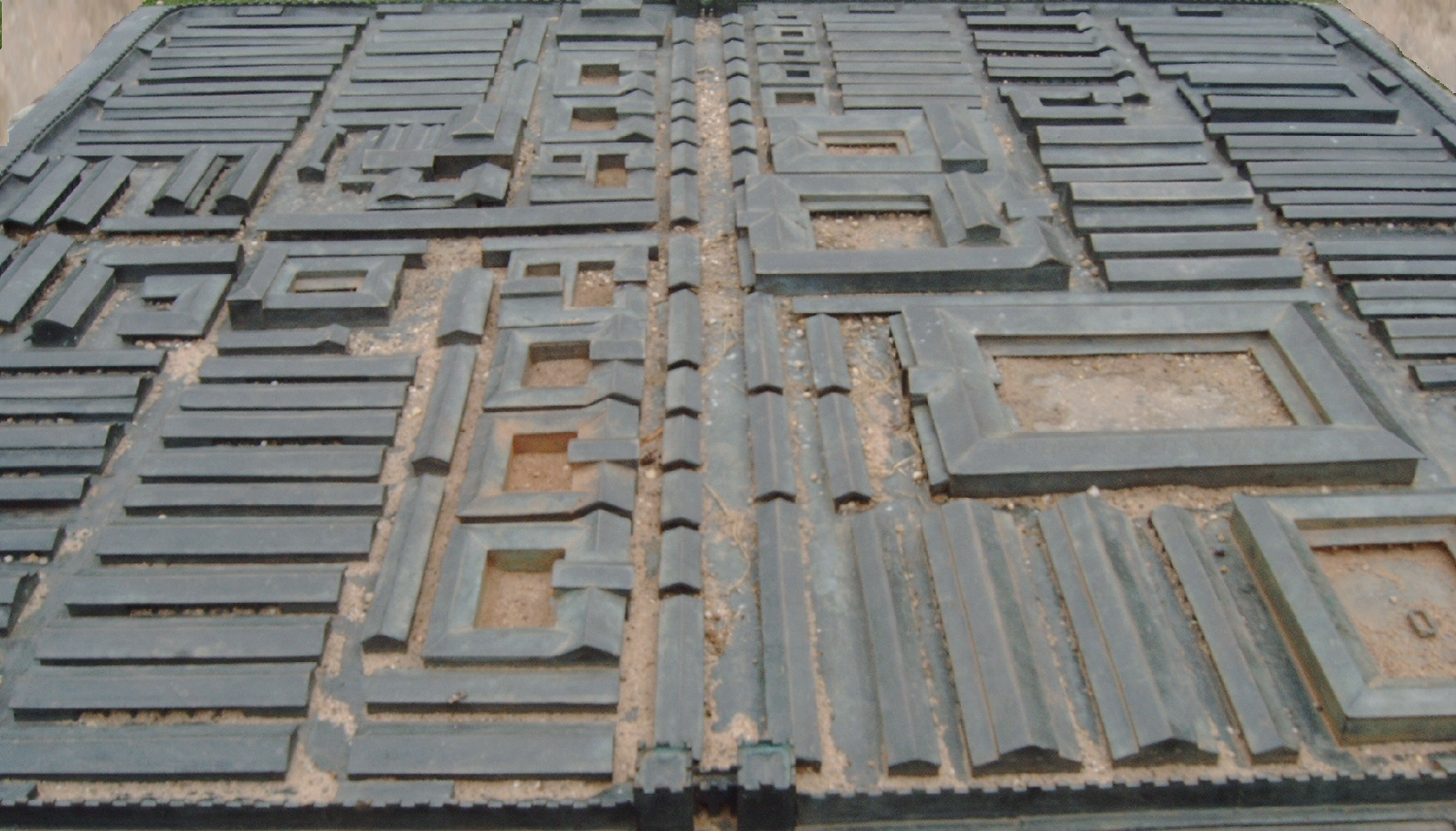
Model obozu rzymskiego

Castrum Romanum (łac.), częściej w lm castra Romana (obóz rzymski) lub castra Romanorum (obóz Rzymian) – warowny obóz rzymski wznoszony przez legionistów według ściśle określonego planu. 
Usytuowany przeważnie na wzniesieniu w pobliżu wody i lasu, na terenie umożliwiającym szybkie rozwinięcie szyków; kwadratowy lub prostokątny, otoczony zawsze fosą i wałem (agger), często też murem lub palisadą (vallum), z czterema bramami.
Nad budową oraz stanem urządzeń obozowych czuwał prefekt obozu (praefectus castrorum). Wewnątrz budowano plac (forum) oraz główne ulice (cardo i decumanus), wzdłuż których stawiano namioty legionistów. Przy forum znajdował się ołtarz ofiarny, mównica oraz namioty dowódcy i oficerów. Opis budowy znamy dzięki zachowanemu dziełu Witruwiusza O architekturze ksiąg dziesięć (De architectura) oraz wiadomościom u Polibiusza (Dzieje, VI, 27-34).

## Typy obozów[1][3]
Castra aestiva – obóz marszowy, zakładany na czas każdego noclegu w czasie kampanii letniej, otoczony rowem, wałem ziemnym oraz palisadą budowaną z drewnianych, zaostrzonych z obu końców pali, przynoszonych przez legionistów z poprzedniego obozu jako część ekwipunku, zwanych pilum muralis.
Wszystkie konstrukcje były palone lub rozbierane w momencie opuszczania obozu przez legionistów. Obozy marszowe były wznoszone w 3 do 6 godzin, czasem zamiast bram pozostawiano przerwy w palisadzie.
Castra navalia – obóz budowany nad brzegiem dla osłony okrętów wyciągniętych na ląd.
Castra hiberna – obóz zakładany na okres zimy, otoczony drewnianymi i ziemnymi konstrukcjami obronnymi. Posiadał bramy oraz wieże strażnicze. Namioty zabezpieczano przed zimnem i opadami skórą oraz słomą lub zastępowano drewnianymi barakami.
Castra stativa – stały obóz zakładany w miejscach strategicznych, silnie obwarowany, z murowanymi konstrukcjami obronnymi. W zależności od wielkości posiadał urządzenia typowe dla miast: valetudinaria lub lazarety, magazyny, stajnie, sklepy, a nawet termy.
Na granicach imperium rzymskiego sieć obozów, mniejszych twierdz (castelli) i wież obserwacyjnych połączonych drogami rzymskimi tworzyła systemy obronne zwane limesami.
Przy tego typu obozach powstawały osiedla canabae, które często przekształcały się stopniowo w miasta.
Pozostałości po castra Romana dały początek Kolonii, Wiedniowi, Paryżowi, Reims. Również nazwy niektórych brytyjskich miast świadczą o tym, że powstały na miejscu rzymskich obozów warownych (Chester, Chichester, Gloucester, Manchester).